# Житие Антония Печерского
Житие Анто́ния Пече́рского — памятник древнерусской литературы, один из древнейших памятников древнерусской агиографии, созданный не позднее 1090-х годов и повествующий о жизни и подвижничестве преподобного Антония, основателя Киево-Печерского монастыря и одного из основоположников русского монашества. В целостном виде житие не сохранилось и является результатом реконструкции.

## Содержание
Антоний родился в городе Любече, недалеко от Чернигова. Принял монашеский постриг в одном из афонских монастырей. Некоторое время жил на Афоне, затем вернулся на Русь. Согласно реконструируемому древнему житию, Антоний поселился в Варяжской пещере на берегу Днепра не позднее начала 1030-х годов. В это время к нему пришли преподобный Моисей Угрин, затем Иларион, будущий святитель и митрополит Киевский. В житии Антоний предстаёт в сане иеромонаха, постригающего в монашество и рукополагающего в священники. Антоний поставил игуменом Варлаама, после чего удалился в затвор, где пребывал 40 лет и преставился.

## Текстология и история
В числе источников о жизни преподобного Антония различаются «антониевская» и «феодосиевская» печерские письменные традиции, в ряде случаев, в частности, в отношении хронологии, существенно отличающиеся друг от друга. «Антониевская» традиция включает существенные следы Жития Антония, известные в «Повести временных лет» (1110-е годы) и в Киево-Печерском патерике 1230-х годов. «Феодосиевская» традиция включает данные Жития преподобного Феодосия Печерского, одного из учеников Антония и первого игумена монастыря, и ряд свидетельств летописного Сказания об основании Печерского монастыря.
История возникновения Киево-Печерского монастыря в Житии Антония существенно отличается от традиционной версии, отразившейся в памятниках киевской литературы, поэтому, по мнению С. П. Розанова, Житие было написано не в Киеве, а в Чернигове или Тмуторокани.
По предположению А. А. Шахматова, Житие было использовано при составлении Начального свода, созданного в Киево-Печерском монастыре в 1090-х годах, откуда сведения из него были заимствованы в «Повесть временных лет». Особенно Житие использовалось в имеющемся в Начальном своде «Сказании, чего ради прозвася Печерский монастырь», сохранившемся в составе «Повести временных лет» под 1051 годом. Ряд значительных противоречий в изложении истории возникновения монастыря между сказанием и Житием Феодосия Печерского объясняется исправлением по Житию первоначального текста сказания.
Житие также использовалось при составлении Киево-Печерского патерика. Из Жития были заимствованы сведения о пострижении Антонием Илариона, будущего святителя и митрополита Киевский, сказание о Евтратии Постнике, о Моисее Угрине, о чуде при закладке каменной монастырской церкви, сведения о Варяжской пещере. Патерик содержит также прямые ссылки на Житие. Они содержались в повести о начале Печерской обители и о её первых подвижниках, созданной в последней четверти XI века и утраченной между серединой XIII и серединой XVI века.
Начиная с рубежа XIV—XV веков в списки Пролога второй редакции из Северо-Восточной Руси (например, Спасо-Прилуцкий и Успенский Прологи 1410—1425 годов) под 7 (реже под 3) мая помещается переделка «Сказания, чего ради прозвася Печерский монастырь», называемая «Слово об Антонии» или «Успение Антония» (начало: «Князю Ярославу, сыну Володимерю, княжащю в Киеве»). Предположительно имелись и более ранние списки Пролога, созданные во Владимиро-Суздальской Руси, поскольку этот вид характерен большой архаичностью состава, позволяющей относить формирование сборника к домонгольскому периоду.
В середине — третьей четверти XV века, возможно, одновременно с написанием службы, создаётся новая версия «Слова о преподобном Антонии», в заголовке называемая житием (начало: «Великому князю Володимеру Святославичу царствующу в Киеве, при сем бысть блаженый Антоние от града Любеча»). Она также была создана на основе «Сказания о Печерском монастыре». Текст помещён под 10 июля и включает стих: «Антоние, возлюбив пещеру темную, доброты земныя оплевав, светло просия. Иже к Антонию притечет, грехом прощение приемлет. Антоние от земных к Богу преидет». Произведение имеется в составе украинско-белорусских списков Стишного Пролога особой редакции XV—XVI веков. А. А. Турилов предполагает, что с созданием этой редакции связан Пахомий Логофет.
Вероятно, древнее Житие не было существенно распространено в письменной традиции, предположительно, по причине его расхождений с традиционной версией истории Киево-Печерского монастыря. Согласно указанию диакона Исайи, в 1570-х годах в монастыре его списков уже не было.
Житие Антония упоминается в числе книг «во дворе» Бориса Годунова. Д. И. Абрамович считал, что речь идёт о тексте «Сказания o начале Печерского монастыря».

## Житие из печатного Киево-Печерского патерика
В составе старопечатного Киево-Печерского патерика 1661 года известно также другое Житие Антония, не связанное с древним Житием. Оно представляет собой компиляцию XVII века, составленную на основе Киево-Печерского патерика, Жития Феодосия Печерского и других источников.

## Издания
- Патерик Киевского Печерского монастыря / [Изд. Д. И. Абрамович]. — СПб., 1911 (по указ.);
- Полное собрание русских летописей. — Т. 1. — Л., 1926—1928 (по указ.); Т. 2. — СПб., 1908. — Стб. 144—148, 184—187.